# Antiteisme
Antiteisme (undertiden anti-teisme) er aktiv modstand mod teisme. De etymologiske rødder i ordet, er det græske "anti" og "theismos". Udtrykket har haft en række applikationer; i verdslige sammenhænge, refererer det typisk til direkte modsætning til organiseret religion eller troen på nogen guddom, mens den i et teistisk sammenhæng, undertiden henvises der til at modsætte sig en bestemt gud eller guder.